# Линан де Бельфон, Луи
Луи Линан де Бельфон (фр. Louis Linant de Bellefonds, полное имя — Луи Морис Адольф Линан де Бельфон (фр. Louis Maurice Adolphe Linant de Bellefonds), известен как Линан-паша; 1799—1883) — французский инженер и художник, исследователь Египта; автор проекта строительства Суэцкого канала.

## Биография
Луи Линан де Бельфон родился 23 ноября 1799 года в Лорьяне, Франция.
В школе получил знания по математике, рисованию и живописи. Стараниями его отца Антуана-Мари, морского офицера, в возрасте 15 лет Луи приобрёл опыт плавания в прибрежных водах Ньюфаундленда. Сдав вступительные экзамены, Линан стал гардемарином на фрегате Cléopâtre, ходившем в Грецию, Сирию, Палестину и Египет, на котором занимался черчением и картографией. Когда внезапно умер один из художников, прикреплённых к экспедиции, Линан заменил его. Молодому моряку было поручено рисование мест, которые посещал фрегат, — Афины, Константинополь, Эфес, Акка и Иерусалим. Во время одной из экспедиций на север Африки, высадившись в Яффе, экспедиция на караване верблюдов достигла города Думъят и поплыла вверх по Нилу, чтобы достичь Каира. На этом экспедиция была завершена, но Линан решил не возвращаться во Францию и по рекомендации графа Огюста де Форбена, начальника экспедиции, ненадолго перешёл на службу к вице-королю Египта Мухаммеду Али, прежде чем отправиться в исследования по стране, которые длились с 1818 по 1830 годы.

### Путешественник
В 1818—1819 годах Линан находился в нижней Нубии. В 1820 году присоединился к экспедиции французского консула и исследователя Бернардино Дроветти, был в берберском оазисе Сива в Ливийской пустыне. В течение нескольких месяцев путешествовал с итальянцем Алессандро Риччи (англ. Alessandro Ricci) на Синай, где, побывав во многих местах, установил контакты с бедуинами, что способствовало будущей успешной экспедиции в Петру-Набатейскую (Petrea), проведённой с Леоном де Лабордом в 1828 году.

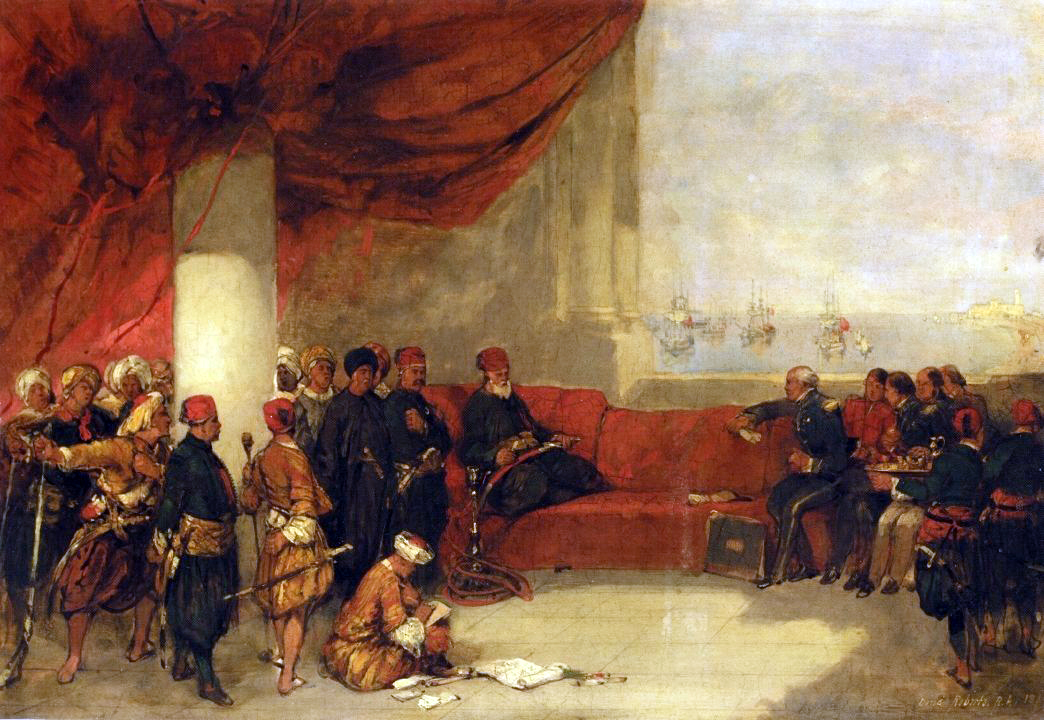
Дэвид Робертс. «Мухаммед Али принимает британских послов» (слева в красном головном уборе − Линан)

В 1821 году Луи Линан посетил Эль-Файюм, затем был отправлен англичанином William John Bankes в Судан, чтобы получить географические данные и зарисовать имеющиеся там памятники. В июне 1821 года выехал из Каира, обнаружил и исследовал руины городов Messaourat и Naga; ранее исследователя Фредерика Кайо первым из европейцев достиг города Мероэ.
В 1824 году Линан провел несколько месяцев в Лондоне, где African Company предложила ему путешествие в экспедиции Людвига Буркхардта. После путешествия с Буркхардтом в Нубию и Судан в 1827 году Линан отправился в собственное путешествие вверх по Белому Нилу в поисках природных ресурсов. Но из-за местных племенных распрей ему пришлось вернуться обратно. В 1831 году Французское географическое общество предложило путешественнику ещё раз посетить Белый Нил, но экспедиция была отложена из-за просьбы египетского вице-короля, который послал его на поиски золотых приисков в Atbai.
В своих поездках по Египту Луи Линан заметил в Синае следы канала, который строился во времена римского императора Траяна и был известен под названием «река Траяна», но затем был заброшен. Линан был в Суэце, много времени провёл в Аравийской пустыне между Нилом и Красным морем, и уже тогда в нём начала зреть идея проекта связи между двумя морями — Красным и Средиземным. Свой проект он обсуждал с Леоном де Лабордом, когда они пересекали полуостров по пути к Петре в 1828 году. Контракты Линана с African Company были успешно завершены, и он смог погрузиться в тишь библиотек, чтобы приобрести знания, которых ему не хватало как инженеру.

### Инженер
По возвращении в Каир в 1831 году Линан был назначен главным инженером общественных работ в верхнем Египте по модернизации сети оросительных каналов вдоль Нила. К 1837 году за свои достижения он получил титул бея. Но Линана не покидала мысль соединения двух морей через египетскую территорию. С 1830 года он обсуждал свои идеи с генеральным консулом Франции, затем с дипломатом Фердинандом Лессепсом, будущим директором строительства Суэцкого канала. В 1841 году он показал предварительный проект канала компании Compagnie Péninsulaire et Orientale, затем завершающий проект представил в 1844 году. Только спустя десять лет, в 1854 году, Лессепс получил фирман от нового египетского вице-короля Мухаммеда Саида на концессию с французской компанией Compagnie universelle du canal maritime de Suez на строительство канала, став директором стройки; Линан был назначен на должность главного инженера, помощником у него был французский инженер-гидротехник Mougel. Одновременно Луи Линан продолжал заниматься в Египте общественными работами, став в 1862 году генеральным директором, а в 1869 году министром общественных работ и членом наместников вице-короля.

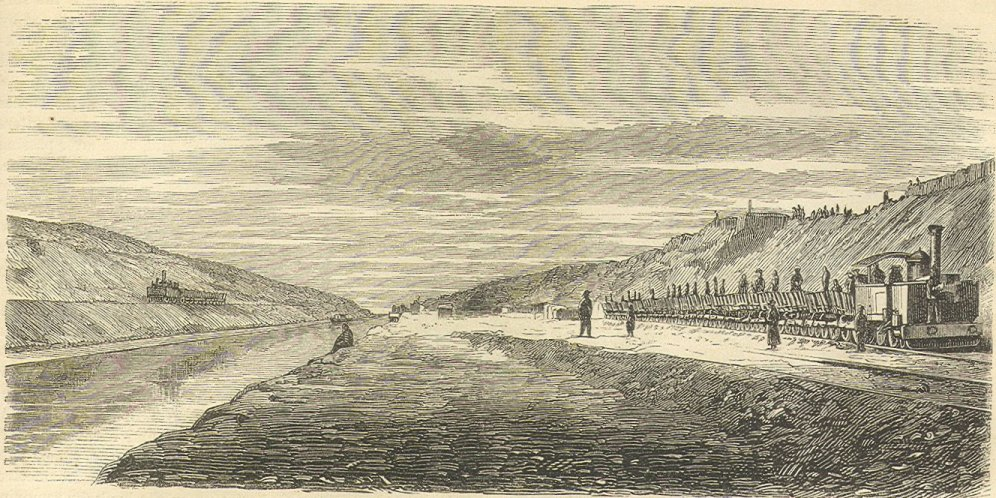
Строительство Суэцкого канала

Интересно, что при создании плотин при строительстве Суэцкого канала, Мухаммед Али-Паша предложил использовать некоторые из египетских пирамид Гизы в качестве строительного материала. Линан был против этого плана, сознавая историческую ценность пирамид, но при этом беспокоился и за себя, не желая потерять должность главного инженера стройки.  Чтобы предотвратить уничтожение пирамид, он подготовил специальный финансовый анализ, в котором показал, что добывать камень будет экономически выгоднее, чем демонтировать пирамиды: средняя стоимость одного кубического метра породы пирамид — 10,20 пиастров, а стоимость добываемого камня — 8,35 пиастров за кубический метр.
В 1869 году Луи Линан де Бельфон вышел в отставку и начал писать мемуары. В июне 1873 года вице-король присвоил ему титул паши. Он умер 9 июля 1883 года в Каире, оставив после себя большое количество документальных материалов — заметок, воспоминаний, рисунков, многие из которых не опубликованы до сих пор.

## Награды
Был награждён орденами многих государств, среди которых:
- Орден Почётного легиона (Франция),
- Орден Красного орла (Пруссия),
- Орден Железной короны (Австрия),
- Орден Карлоса III (Испания),
- Орден Леопольда I (Бельгия),
- Орден Святых Маврикия и Лазаря (Италия),
- Орден Спасителя (Греция),
- Орден Дубовой короны (Голландия),
- Орден Меджидие (Турция),
- Орден Славы (Тунис),
- Орден Святого Станислава (Россия).